# Lincoln (hrabstwo Monroe)
Lincoln – miasto w Stanach Zjednoczonych, w stanie Wisconsin, w hrabstwie Monroe.